# Castillo de Agena

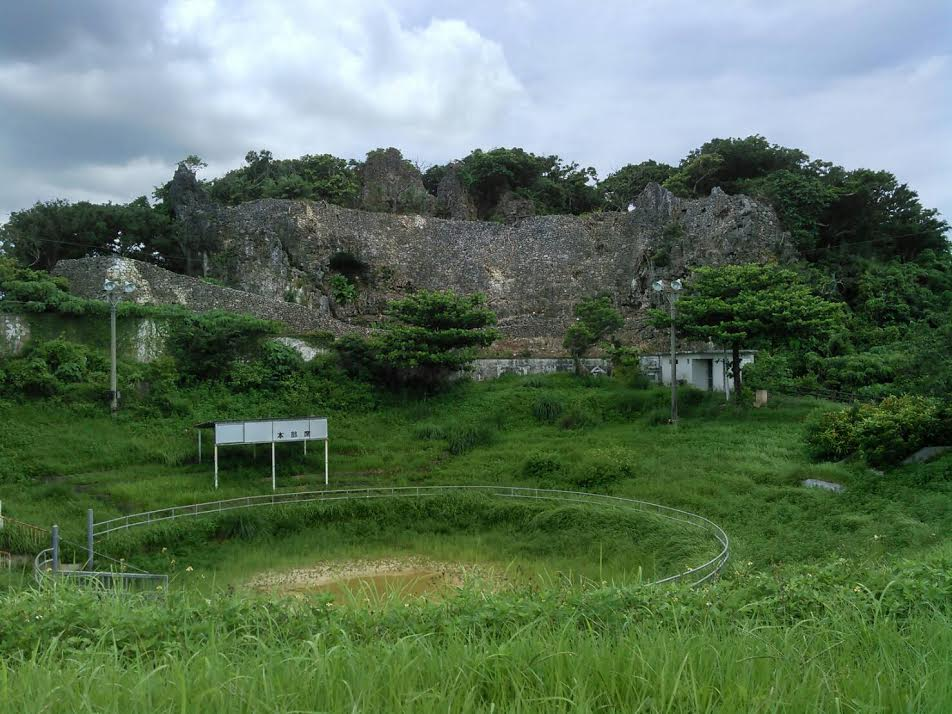
Afueras del castillo de Agena

.
Castillo Agena (安慶名城 Agena jō?) es un Ryukyuan gusuku ubicado en el norte del distrito de Agena de Uruma, Okinawa, en la antigua  Ciudad de Gushikawa. Fue construido sobre una base de piedra caliza de Ryukyuan y ocupa 8000m². El Castillo de Agena se encuentra a una altitud de 49 metros (160,8 pies), y está naturalmente protegido por el Río Tengan al norte.

## Historia
El Ōgawa aji, o gobernante regional de los Ōgawa Magiri del Reino de Ryukyu, ocupó el castillo durante varias generaciones. Por esta razón el castillo también es conocido como castillo Ōgawa (大川城 Ōgawa jō?). Los detalles de la historia del castillo y del aji no están claros ya que no se han realizado excavaciones arqueológicas en el castillo. Probablemente fue construido en el siglo XIV. Los Ōgawa alcanzaron su mayor período de prosperidad en el siglo XV. En algún momento, el castillo fue destruido por el ejército del reino Ryukyu. La puerta exterior del castillo de Agena ya no existe, pero como la puerta interior fue construida como parte de los cimientos de piedra caliza y está rodeada por ambos lados con piedras de cantera, todavía existe. La puerta interior es un ejemplo temprano de una puerta de castillo arqueada, y está protegida como un tesoro nacional de Japón. Los restos del castillo albergan numerosos utaki, sitios de adoración de la religión Ryukyuan, y están dispersos con fragmentos de cerámica china del siglo XIV al XV. El área alrededor del castillo se conoce como parque Agena y se utiliza como parque.